# وامب
وامب (بالإنجليزية: WAMP)‏ هي حزمة برامج يتم تثبيتها في ويندوز لتُشكل بيئة تطويرية لتشغيل برامج الويب وتطويرها إما على شبكة محلية أو تكون مرتبطة بشبكة الإنترنت.

## معنى الاختصار
مصطلح WAMP يطلق فقط على المجموعة إذا كانت في نظام ويندوز لأن الحرف الأول دائما بهذه الحزم يشير لنظام تشغيل الكمبيوتر، وهذا شرح لكل حرف وما يعنيه:
- W : يعني نظام ويندوز WINDOWS
- A : تعني APACHE
- M : تعني Mysql
- P : تعني PHP وأحيانا تشير لـ Python أو Perl

## فائدة الحزمة
هذه الحزمة تمكن المطورين عند ثبيتها على أجهزتهم من تطوير برمجياتهم بحيث تكون بيئة تطوير محلية لاكتشاف أخطاءهم والتطوير بشكل خاص أو قد يحول الجهاز لمستضيف مواقع إلكترونية إذا كانت الشبكة قابلة للإتصال بالإنترنت بحيث يستطيع الآخرين رؤية الصفحات الإلكترونية والوسائط التي تم تطويرها.  

## الحزمة في الأنظمة الأخرى
لكل نظام حزمة تطويرية مشابهة لهذه وهذه قائمة لها:
- LAMP وهي الحزمة الخاصة بنظام لينكس ونلاحظ فيها أن الحرف الأول L ويشير لأول حرف من نظام لينكس Linux.
- MAMP وهي الحزمة الخاصة بنظام ماكنتوش ونلاحظ الحرف الأول M لأن نظام ماك يبدو بحرف M.
- إكسامب وهي الحزمة الخاصة للعمل على عدة منصات تشغيل مختلفة

أيضا هناك SAMP لنظام سولاريس و FAMP لنظام فري بي ‌إس ‌دي.

## الترخيص
البرمجيات التي داخل الحزمة مثل بي إتش بي (لغة برمجة) أو أباتشي (خادم ويب) غالبا ماتكون مفتوحة المصدر أو برامج مجانية وبالتالي استفاد المطورين وأصحاب الخوادم من هذا الموضوع، لكن أحياناً الحزمة قد لاتكون مجانية وربما يتم بيعها.